# Visconde de Montargil
Visconde de Montargil é um título nobiliárquico criado pelo Rei D. Carlos I de Portugal, por Decreto de 6 de Março de 1906, em favor de Aníbal Ferreira de Melo.
Titulares
1. Aníbal Ferreira de Melo, 1.º Visconde de Montargil.

Após a Implantação da República Portuguesa, e com o fim do sistema nobiliárquico, usaram o título: 
1. Elísio Mendes Ferreira de Melo Montargil, 2.° Visconde de Montargil;
2. Pedro Branco de Mello Montargil, 3.° Visconde de Montargil.[2]